# Togucsin
Togucsin (oroszul: Тогучин) város Oroszország ázsiai részén, a Novoszibirszki területen; a Togucsini járás székhelye.
Népessége: 21 900 fő (a 2010. évi népszámláláskor).
Neve a ket nyelv «тогаль» szavából származik, melynek jelentése: 'szűk, keskeny'.

## Elhelyezkedése
Novoszibirszktől 125 km-re keletre, a Nyugat-szibériai-alföld délkeleti részén, az Inya (az Ob mellékfolyója) partján helyezkedik el. A Novoszibirszk–Novokuznyeck közötti vasútvonal egyik állomása.  

## Története
A település 1867-ben keletkezett. 1929-ben megkezdődött a vasútvonal kiépítése, és ez a falu életében is alapvető változásokat hozott. 1932-ben járási székhely lett, 1935-ben híd épült a folyón, amely összeköttetést teremtett a település és a vasútállomás között. Togucsin 1945-ben város címet kapott.